# 皮尔克施泰因的扬·普塔切克
皮尔克施泰因的扬·普塔切克（约1388 – 1419）是波希米亚贵族，萨扎瓦河畔拉塔耶与波爾納的领主。

## 生平
一些资料表明扬·普塔切克在1406年成年，所以他可能出生于1388年左右，父亲是皮尔克施泰因的扬·耶谢克·普塔切克。他的姓氏“普塔切克”（Ptáček）继承自父亲，意为“雏鸟”。
扬在14世纪末父亲去世时尚未成年。因此，利帕的亨利三世成为了他的监护人。亨利三世去世后，他的儿子利帕的哈努什成为扬的监护人并管理其领地。直到1412年，法庭命令哈努什交出管理权，扬才开始统治自己的领地。
胡斯战争伊始，扬接受临近的大领主施滕贝克的彼得·科诺皮什茨基的指挥，并于1419年11月4日在日沃霍什捷战役中抗击胡斯派。然而，战后，扬也签署了支持布拉格胡斯派的宣言，实际上结束了他对胡斯派的敌对态度。没有迹象表明他还参与了后续的战争，而彼得·科诺皮什茨基后来在1420年的高堡之战中于布拉格被杀。
扬于1419年去世，葬于萨扎瓦河畔拉塔耶圣马太教堂的家族墓穴中。他的儿子皮尔克施泰因的欣采·普塔切克在1420年继承了拉塔耶和波尔纳的庄园，欣采·普塔切克后来成为了波希米亞王國的宫廷主管。

## 大众文化
2018年的电子游戏《天国：拯救》中，主角汉斯·卡蓬的原型为扬·普塔切克。该作品中，他是瓦茨拉夫四世的支持者。2025年的续作中他亦有登场。